# Aguti Kalinowskiego
Aguti Kalinowskiego (Dasyprocta kalinowskii) – gatunek gryzonia z rodziny agutiowatych, żyjący w południowej części 
Peru. 

## Rozmieszczenie geograficzne
Aguti Kalinowskiego zamieszkują tereny w południowej części Peru, na wschodnich zboczach Andów w zlewniach rzek Urubamba i Marcapata. Zamieszkuje tereny górnego lasu tropikalnego na stromych zboczach na wysokościach od 1000 do 2000 m n.p.m., ale odnotowano ich obecność także na wysokości 3080 m n.p.m.